# Прва лига Пољске у рагбију
Прва лига Пољске у рагбију (пољ. I liga polska w rugby union) је други ранг рагби 15 такмичења у Пољској.

## О такмичењу
Овим такмичењем руководи Рагби савез Пољске. У лигашком делу учествује 6 клубова. Првопласирана екипа иде у Екстралигу, а последњепласирана екипа испада у трећу лигу. За победу се добија 4 бода, а за реми 2 бода, а важи и правило бонус бода.
Учесници
- Чарни Гдањск
- Скра Варшав
- Алфа Бидгоџ
- Јувенија Краков
- Форгс Варшава
- Будовљани Лодз